# Feira de Santana
 (août 2024).
Feira de Santana est une commune brésilienne de l'État de Bahia, située à 107 km de la capitale, Salvador, à laquelle elle est reliée par la BR-324. Feira est la deuxième plus grande ville de l'État et la plus importante de l'intérieur du Nord-Est.
Elle se situe à 12° 16′ 00″ de latitude sud et 38° 58′ 00″ de longitude ouest, à une altitude de 234 mètres. Sa population est estimée en 2014 à 612 000 habitants.
Elle tient de Ruy Barbosa, l'Aigle de La Haye, le surnom de "Princesse du Sertão", malgré le fait qu'elle soit située dans la région agreste.
La ville se trouve sur l'un des principaux carrefours routiers du nord-est brésilien, à la rencontre des BR-101, 116 et 324. Elle fonctionne comme point de passage pour le trafic qui vient du sud et du centre-ouest, et qui se dirige vers Salvador et les autres grandes villes de la région. Grâce à cette position privilégiée et à la distance relativement courte de Salvador, elle offre de nombreux commerces et services, ainsi que des industries de transformation et l'Université d'État de Feira de Santana, avec 21 cours offerts, et 6 autres universités privées.

## Histoire
Quelques surnoms donnés à Feira de Santana: "Princesse du Sertão" (Ruy Barbosa), "Porte d'Or de Bahia" (Pedro Calmon), "Ville Patriotique" (Maria Quitéria), "Ville École" (Pe. Ovídio de São Boaventura), "Ville Splendide et Bénie" (Georgina Erismann), "Ville Progrès" (Jânio Quadros).
La ville trouve son origine dans une ferme de la paroisse de São José das Itapororocas. La ferme a reçu le nom de Santana dos Olhos D'água et elle était sur la route de bétail qui allait être vendu à Salvador, Cachoeira et Santo Amaro. Les propriétaires de cette ferme étaient de fervents catholiques et ils ont construit une chapelle en dévotion à Nossa Senhora Santana et à São Domingos. Avec le mouvement des éleveurs et des voyageurs, un petit marché s'est formé.
Lors de sa formation au XVIIIe siècle, les rares habitants se désaltéraient avec l'eau existant dans les "Olhos D'água", une source qui est située sur la ferme des colons Domingos Barbosa de Araújo et Ana Brandoa, ainsi que dans les divers bassins de la ville. Le grand essor de la ville est dû à l'élevage de bétail.
Les premières mesures pour faire de Feira de Santana ce qu'elle est aujourd'hui ont commencé avec la fondation d'un village, le 13 novembre 1832. La commune et le village furent officiellement créés le 9 mai 1833, quand le village prit la dénomination de Villa do Arraial de Feira de Sant'Anna, et son territoire fut retiré de Cachoeira. Il était constitué des paroisses de São José das Itapororocas, Sagrado Coração de Jesus do Perdão et Santana do Camisão, dans la commune actuelle de Ipirá.
La Loi Provinciale nº1320, du 16 juin 1873, a donné au village le statut de ville, avec le nom de Comercial Cidade de Feira de Santana.

## Géographie
La commune de Feira de Santana est localisée dans une zone de plaines entre le Recôncavo et les plateaux semi-arides du Nord-Est. Elle a douze communes limitrophes: Anguera (nord), Antônio Cardoso (sud), Candeal (nord), Conceição do Jacuípe (est), Coração de Maria (est), Ipecaetá (ouest), Santa Bárbara (nord), Santanópolis (est), Santo Amaro da Purificação (est), São Gonçalo dos Campos (sud), Serra Preta (ouest) et Tanquinho (nord). Elle a une superficie de 1363 km² et, par sa situation en limite de la région agreste, elle est connue comme la Porte du Sertão.
En relation à l'hydrographie, les principales rivières sont le Subaé, qui est la rivière permanente la moins profonde, le Pojuca, le Jacuipe (en), beaucoup de lacs, quelques ruisseaux et beaucoup de sources naturelles.
Le sol est composé d'argile, d'argile blanche, de sable, d'arétines et de minéraux. De ceux-ci, seuls le sable, l'argile et les pierres sont exploités pour la construction.
Feira de Santana se situe à 234 mètres au-dessus du niveau de la mer, en prenant comme référence l'église du Senhor dos Passos. Le relief est un ensemble hauts-plateaux et de plaines. On trouve aussi dans la commune quelques massifs : Serra da Agulha, Cágado, Serra Grande, São José, Branco, Santa Maria et Boqueirão. Aucun de ceux-ci ne dépasse les 300 mètres de hauteur.
La végétation est liée aux pluies d'automne et d'hiver. Elle est constituée de forêts de plus en plus ouvertes à mesure qu'on s'approche du centre-ville. La caatinga, au ras du sol, prédomine au nord et à l'ouest. La végétation est xénophile (de région sèche), avec des arbustes épineux (mandacaru, xique-xique, palmes et autres cactus), et des herbes rares qui accumulent l'eau et qui ont des racines profondes. La végétation prédominante est la caatinga.
Le climat est considéré comme tropical, humide et semi-aride, étant donné que la saison des pluies va de mars à mi-septembre, avec un taux de pluviométrie qui varie entre 900 et 1200 mm par an. La température moyenne est de 26,5 °C.